# نیدرفینوو
نیدرفینوو (به آلمانی: Niederfinow) یک شهر در آلمان است که در بارنیم واقع شده‌است. نیدرفینوو ۶۵۴ نفر جمعیت دارد.